# András Maros
András Maros [ˈɒndraːʃ ˈmɒroʃ] (* 1971 in Budapest) ist ein ungarischer Schriftsteller.
Von seinen Plänen, Kosmonaut und Violinvirtuose zu werden, nahm er rasch Abstand und studierte schließlich Handelswissenschaften in Budapest. Zu schreiben begann er 1996. Er schrieb Geschichten fürs Feuilleton. Seine ersten Schreibversuche wurden in den ungarischen Literaturzeitschriften Sárkányfű, Alföld und Mozgó Világ, in der literarischen Wochenzeitung Élet és Irodalom und in der Zeitschrift Jelenkor veröffentlicht. 
Seine erste eigenständige Publikation erschien 2001 unter dem Titel Puff. Sein zweites Buch, „Ich möchte Namen hören“, erschien 2003. Gemeinsam mit Károly Ujj Mészáros schrieb er das Drehbuch zum Film „Gummimensch“, der bei der Ungarischen Filmschau 2003 in der Kategorie Kurzfilm den ersten Preis erhielt. 2003 erhielt Maros das Dramatikstipendium des Budapester Radnóti-Theaters, 2004 das Zsigmond-Móricz-Literaturstipendium. 

## Werke
- Puff (Puff [im Sinne von „gepolsterter Hocker ohne Beine“]). Kurzgeschichten. Budapest: Palatinus 2001.
- Neveket akarok hallani (Ich möchte Namen hören). Kurzgeschichten. Budapest: Palatinus 2003.

| Personendaten    | Personendaten              |
| ---------------- | -------------------------- |
| NAME             | Maros, András              |
| KURZBESCHREIBUNG | ungarischer Schriftsteller |
| GEBURTSDATUM     | 1971                       |
| GEBURTSORT       | Budapest                   |